# Czerwonki (gromada)
Czerwonki – dawna gromada, czyli najmniejsza jednostka podziału terytorialnego Polskiej Rzeczypospolitej Ludowej w latach 1954–1972.
Gromady, z gromadzkimi radami narodowymi (GRN) jako organami władzy najniższego stopnia na wsi, funkcjonowały od reformy reorganizującej administrację wiejską przeprowadzonej jesienią 1954 do momentu ich zniesienia z dniem 1 stycznia 1973, tym samym wypierając organizację gminną w latach 1954–1972.
Gromadę Czerwonki z siedzibą GRN w Czerwonkach utworzono 31 grudnia 1959 w  powiecie grajewskim w woj. białostockim z obszaru zniesionych gromad Kramarzewo i Żebry.
1 stycznia 1969 gromadę Czerwonki zniesiono, włączając jej obszar do gromad Słucz (wsie Rydzewo-Pieniążki i Rydzewo Szlacheckie), Wąsosz (wieś Żebry) i Radziłów (wsie Borawskie-Awissa, Czerwonki, Kieliany, Konopki-Awissa, Kownatki i Kramarzewo).